# 박세리
박세리(1977년 9월 28일~)는 대한민국의 골프 선수였고, 올림픽 여자부 골프 감독이다.
출생지는 대전광역시 유성구 봉명동이며  초등학교 시절 육상 선수로 입문하였으나, 아버지 박준철의 권유로 1989년 골프를 시작했다. 초등학교 시절 어린 나이에 훈련장에서 새벽 2시까지 혼자 남아 훈련을 하는 등 스스로 최고가 되기 위해 쉬는 날도 없이 엄격한 훈련을 받은 것으로 알려져 있다.
1996년에 프로로 전향했으며, 당시 언론은 박세리를 향해 "무서운 10대"로 불렀다. Q스쿨을 통과한 후 1998년에 LPGA 투어에 참가했다. 투어 참가 첫 해에 LPGA 챔피언십과 US 여자 오픈에서 우승하면서 신인상을 수상했다. 특히 IMF 구제금융시대에 실의에 빠진 국민들에게 악전고투 끝에 우승하는 모습이 생중계되면서 국민적인 영웅으로 떠올랐다. 박세리의 선전을 시작으로 김미현 등 대한민국의 여러 여자 골프선수들이 등장하면서, 박세리는 대한민국 여자 프로골프계의 선구자로 회자되고 있다. 또한 박세리의 활약상을 보면서 골프클럽을 잡기 시작한 박인비 등의 몇몇 여자 골프 선수들을 "박세리 키즈"라고도 한다.
그 뒤 각종 LPGA 경기에 참가한 박세리는 2003년에는 베어 트로피를 수상하였고, 2006년에는 헤더 파 어워드를 수상하였다. 2007년 세계 골프 명예의 전당과 LPGA 명예의 전당에 동시가입 되었으며 같은 해 7월에는 KLPGA 명예의 전당에도 가입되었다. 2021년 기준 세계 골프 명예의 전당에 입성한 유일한 코리안이다. 세계 골프 명예의 전당 라커룸에는 1998년 US 여자오픈 우승 트로피를 든 박세리의 앳된 모습을 볼 수 있다.
2016 시즌을 마지막으로 현역 은퇴를 선언했으며, 2016년 하계 올림픽과 2020년 하계 올림픽에는 대한민국 여자 골프대표팀의 감독으로 선임되어 팀을 이끌기도 하였다.

## 우승한 LPGA 투어
1998년
- 맥도날드 LPGA 챔피언십
- U.S. 여자 오픈
- 제이미 파 크로거 클래식
- 자이언트 이글 LPGA 클래식

1999년
- 숍라이트 LPGA 클래식
- 제이미 파 크로거 클래식
- 삼성 월드 챔피언십
- 페이지넷 챔피언십

2001년
- 유어라이프 비타민스 LPGA 클래식
- 롱스 디럭스 챌린지
- 제이미 파 오웬스 코닝클래식
- 위타빅스 브리티시 여자오픈
- AFLAC 챔피언스

2002년
- 오피스디포 챔피언십
- 맥도날드 LPGA 챔피언십
- 퍼스트 유니언 벳시 킹 클래식
- 모바일 LPGA 토너먼트 오브 챔피언스
- CJ 나인 브리지 클래식

2003년
- 세이프웨이 인터내셔널
- 칙필A 채러티 챔피언십
- 제이미 파 크로거 클래식

2004년
- 미켈롭 ULTRA 오픈

2006년
- 맥도날드 LPGA 챔피언십

2007년
- 제이미 파 오웬스 코닝클래식

2010년
- 벨 마이크로 LPGA 클래식... LPGA통산 25승 (메이저 대회 5승) 나비스코 챔피언십 우승 시 커리어 그랜드슬램.

## LPGA 메이저 대회 결과
| 토너먼트                   | 1997 | 1998 | 1999 | 2000 |
| -------------------------- | ---- | ---- | ---- | ---- |
| 크래프트 나비스코 챔피언십 | DNP  | DNP  | T13  | T15  |
| 맥도날드 LPGA 챔피언십     | DNP  | 1    | T6   | T3   |
| U.S. 여자 오픈             | T21  | 1    | T14  | T15  |
| du Maurier Classic         | DNP  | T41  | T13  | T7   |

| 토너먼트                   | 2001 | 2002 | 2003 | 2004 | 2005 | 2006 | 2007 | 2008 | 2009 | 2010 |
| -------------------------- | ---- | ---- | ---- | ---- | ---- | ---- | ---- | ---- | ---- | ---- |
| 크래프트 나비스코 챔피언십 | T11  | T9   | T15  | T16  | T27  | T45  | T10  | T10  | T40  | T15  |
| LPGA 챔피언십 ^            | T39  | 1    | T46  | T17  | CUT  | 1    | T33  | T46  | T65  | CUT  |
| U.S. 여자 오픈             | 2    | 5    | 50   | T32  | T45  | T3   | T4   | CUT  | CUT  | CUT  |
| 리코 브리티시 여자 오픈 ^  | 1    | T11  | 2    | T21  | WD   | WD   | T5   | CUT  | T20  | DNP  |

^ du Maurier Classic은 2001년에 브리티시 여자 오픈으로 메이저 승격되었다.

^ 메이저 대회인 맥도날드 LPGA 챔피언십은 2010년에 LPGA 챔피언십으로 바뀌었다.

DNP = did not play. 플레이하지 않음.

CUT = missed the cut. 2라운드 후 컷 탈락

WD = withdrew. 기권

"T" = tied. 공동

녹색은 우승한 게임. 노란색은 상위 10위 안에 든 게임

## 방송 출연
- KBS 《가족오락관》(1998년 3월 18일 방송)
- KBS 《이것이 인생이다》 - 그린의 여왕 박세리 (1998년 7월 23일 방송)
- MBC 《성공시대》 - 박세리 프로 골프선수 (2001년 11월 4일 방송)
- KBS2 《TV는 사랑을 싣고》 (2001년 11월 11일 방송)
- SBS 《힐링캠프, 기쁘지 아니한 가》 (2013년 1월 7일 방송)
- JTBC 《아는형님》 (2019년 9월 21일 ~ 9월 28일 방송)
- tvN 《수미네 반찬》 (2020년 3월 24일 방송)
- OLIVE 《밥블레스유 2》 9회 - (2020년 5월 14일 방송)
- MBC 《나 혼자 산다》 (2020년 5월 22일, 7월 10일, 9월 18일, 11월 20일, 11월 27일 방송)
- SBS 《정글의 법칙》
- MBC 《구해줘 홈즈》 (2020년 10월 25일 방송)
- E채널 《노는언니》
- MBC 《쓰리박》 (2021년 3월 10일 방송)
- JTBC 《세리머니클럽》 (2021년 6월 30일 ~ 2021년 12월 18일)
- MBC 《나 혼자 산다》 (2021년 2월 19일, 12월 17일 방송)
- KBS2 《옥탑방의 문제아들》 (2021년 12월 21일 방송)
- KBS2 《우리끼리 작전타임》
- SBS 《런닝맨》
- MBC 《전지적 참견시점》
- tvN 《줄 서는 식당》 (2022년 5월 23일 방송)
- 채널A 《도시어부》 (2022년 12월 24일 방송)
- TV CHOSUN 《더 퀸즈》 (2023년 2월 19일 ~ 4월 9일)
- KBS2 《개는 훌륭하다》 (2023년 4월 10일 ~ 2024년 7월 1일)
- MBC 《황금어장 라디오스타》
- JTBC 《패키지 말고 배낭여행 - 뭉뜬 리턴즈》
- tvN 《유 퀴즈 온 더 블럭》 (2023년 9월 27일 방송)
- SBS 《세리네 밥집》 (2024년 4월 28일 ~ 5월 5일)
- KBS2 《팝업상륙작전》 (2024년 7월 6일 ~ 2024년 9월 21일)
- tvN STORY 《영자와 세리의 <남겨서 뭐하게>》 (2025년 5월 28일 ~ )
- KBS 2TV 《크레이지 리치 코리안》(2025년 6월 15일 ~ )
- 채널A 《야구여왕》 (2025년 11월 예정)